# Ambystoma amblycephalum
Ambystoma amblycephalum é uma espécie de anfíbio caudado pertencente à família Ambystomatidae. Ocorre apenas numa área perto de Tacicuaro, no estado de Michoácan, México, vivendo a cerca de dois mil metros de altitude.
A espécie encontra-se ameaçada por perda de habitat induzida pela actividade humana, nomeadamente a conversão de zonas húmidas em campos agrícolas, a expansão urbana das cidades de Morelia e Uruapan e o aumento de poluição aquática. A presença de espécies introduzidas predadoras (peixes) contribui também para o declínio da população